# Ventenac
Ventenac è un comune francese di 236 abitanti nel dipartimento dell'Ariège, regione dell'Occitania.

## Società

### Evoluzione demografica
Abitanti censiti